# Éclipse solaire du 14 novembre 2031
Une éclipse solaire hybride aura lieu le 14 novembre 2031.

## Parcours

Carte animée de l'éclipse.

Cette éclipse hybride commencera dans l'ouest de l'océan Pacifique, elle sera alors annulaire ; progressant vers l'est, elle deviendra totale plus de 1 000 km après le début de son parcours. Ensuite, tout son parcours en phase totale se fera sur l'océan Pacifique équatorial, traversant presque entièrement cet océan. Elle redeviendra annulaire à environ 1 000 km des côtes de l'Amérique centrale, qu'elle atteindra à la fin de son parcours, en touchant la région de l'isthme de Panama au coucher du soleil local.